# Vertolaye

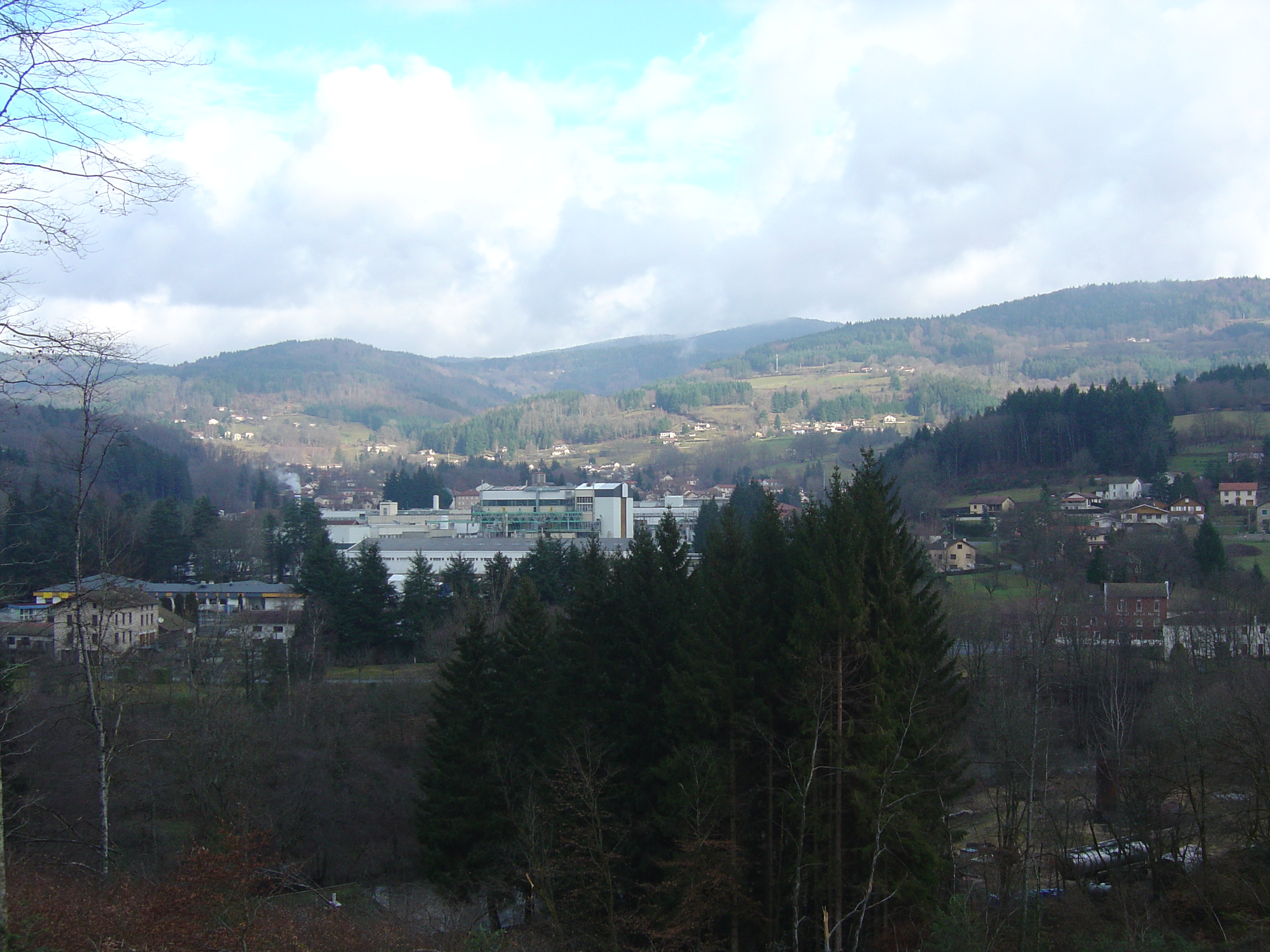
Vue générale de Vertolaye depuis la route menant à Bertignat.

Vertolaye (prononcé [vɛʁtɔlaj] ; Vertolalha en occitan) est une commune française, située dans le département du Puy-de-Dôme en région Auvergne-Rhône-Alpes. Elle est adhérente du parc naturel régional Livradois-Forez.
Bordée par la plus grande entreprise de la région, Vertolaye est située autour de son église du XVe siècle.

## Géographie
La commune se situe dans la vallée de la Dore.

### Communes limitrophes
Quatre communes sont limitrophes : Bertignat, Job, Marat et Saint-Pierre-la-Bourlhonne.

### Lieux-dits et écarts
- le Garret
- le Dardat
- le Vernet
- la Faye
- Florasse
- Cibertasse
- le Vallon.

### Voies de communication et transports

#### Voies routières
Vertolaye est traversée par la Route nationale 106 devenue route départementale 906 (à 13 km d'Ambert et 83 km du Puy-en-Velay vers le sud, 40 km de Thiers et à 80 km de Vichy vers le nord).
Il existe d'autres routes départementales traversant Vertolaye : les RD 66, 255, 268 et 268A.

#### Ligne ferroviaire
Vertolaye possédait une gare sur la ligne de Saint-Germain-des-Fossés à Darsac.

#### Transport en commun
Vertolaye est accessible par trois lignes interurbaines gérées par la région Auvergne-Rhône-Alpes :
| Réseau                  | Ligne | Tracé                                       |
| ----------------------- | ----- | ------------------------------------------- |
| Cars Région Puy-de-Dôme | P02   | Arlanc – Ambert – Thiers – Clermont-Ferrand |
| Cars Région Puy-de-Dôme | P03   | Vichy – Thiers – Ambert – Arlanc            |
| Cars Région Puy-de-Dôme | P13   | Vertolaye – Ambert                          |

### Climat
Pour des articles plus généraux, voir Climat d'Auvergne-Rhône-Alpes et Climat du Puy-de-Dôme.
En 2010, le climat de la commune est de type climat des marges montargnardes, selon une étude du Centre national de la recherche scientifique s'appuyant sur une série de données couvrant la période 1971-2000. En 2020, Météo-France publie une typologie des climats de la France métropolitaine dans laquelle la commune est exposée à un climat de montagne ou de marges de montagne et est dans la région climatique  Nord-est du Massif Central, caractérisée par une pluviométrie annuelle de 800 à 1 200 mm, bien répartie dans l’année. 
Pour la période 1971-2000, la température annuelle moyenne est de 10,4 °C, avec une amplitude thermique annuelle de 16,3 °C. Le cumul annuel moyen de précipitations est de 995 mm, avec 11,1 jours de précipitations en janvier et 8,3 jours en juillet. Pour la période 1991-2020, la température moyenne annuelle observée sur la station météorologique de Météo-France la plus proche, « Ambert », sur la commune d'Ambert à 11 km à vol d'oiseau, est de 10,1 °C et le cumul annuel moyen de précipitations est de 860,2 mm,. Pour l'avenir, les paramètres climatiques de la commune estimés pour 2050 selon différents scénarios d'émission de gaz à effet de serre sont consultables sur un site dédié publié par Météo-France en novembre 2022.

## Urbanisme

### Typologie
Au 1er janvier 2024, Vertolaye est catégorisée commune rurale à habitat dispersé, selon la nouvelle grille communale de densité à sept niveaux définie par l'Insee en 2022.
Elle est située hors unité urbaine. Par ailleurs la commune fait partie de l'aire d'attraction d'Ambert, dont elle est une commune de la couronne,. Cette aire, qui regroupe 29 communes, est catégorisée dans les aires de moins de 50 000 habitants,.

### Occupation des sols
L'occupation des sols de la commune, telle qu'elle ressort de la base de données européenne d’occupation biophysique des sols Corine Land Cover (CLC), est marquée par l'importance des forêts et milieux semi-naturels (74,8 % en 2018), en augmentation par rapport à 1990 (73,3 %). La répartition détaillée en 2018 est la suivante : 
forêts (74,8 %), prairies (17,6 %), zones urbanisées (7,6 %). L'évolution de l’occupation des sols de la commune et de ses infrastructures peut être observée sur les différentes représentations cartographiques du territoire : la carte de Cassini (XVIIIe siècle), la carte d'état-major (1820-1866) et les cartes ou photos aériennes de l'IGN pour la période actuelle (1950 à aujourd'hui).

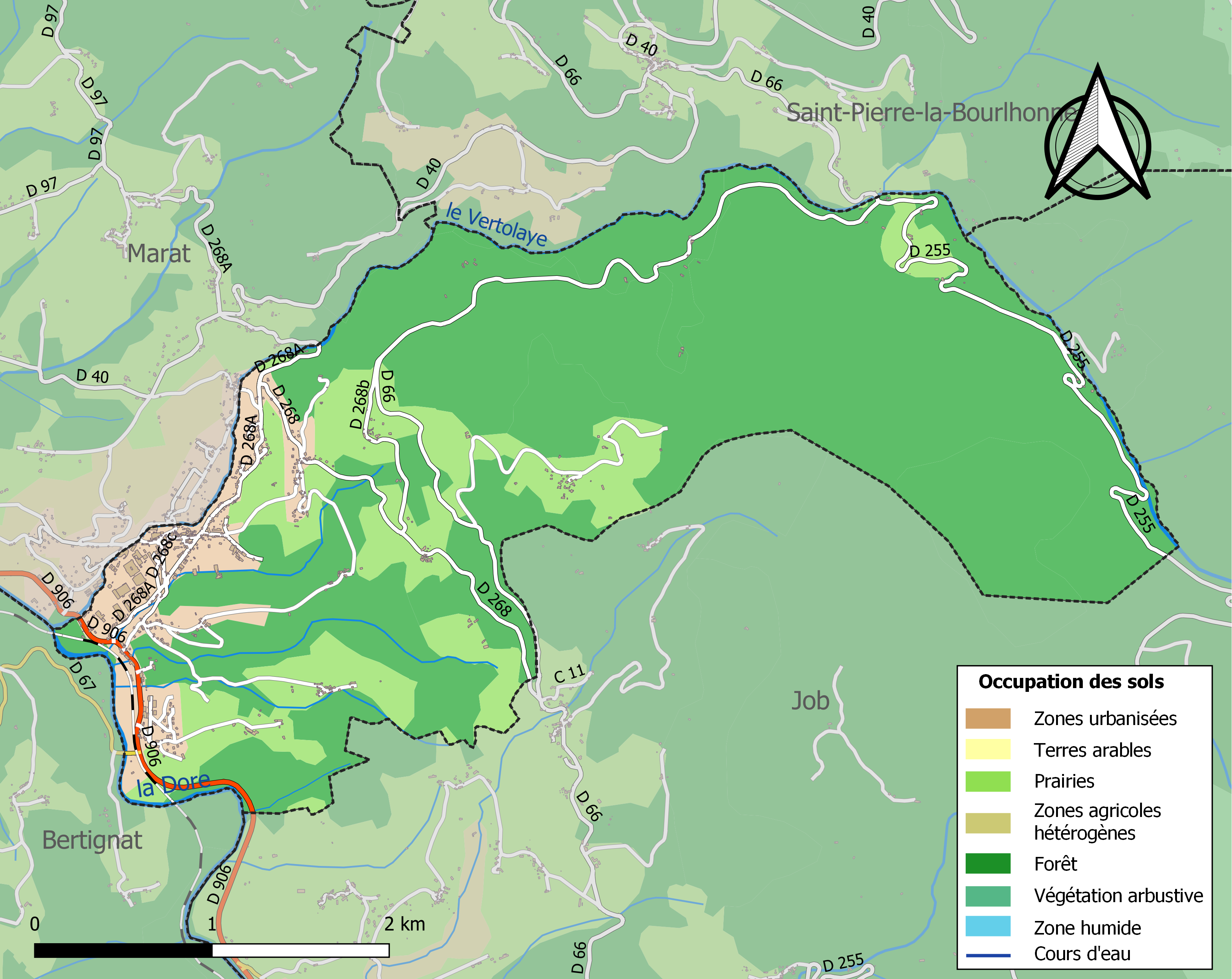
Carte des infrastructures et de l'occupation des sols de la commune en 2018 (CLC).

## Histoire
Il a existé une famille éponyme des seigneurs de Vertolaye au moins depuis le 12e siècle, avec Guérin et Bertrand cités en 1195 et 1208. Les armes de cette famille étaient : de gueules à quatre fleurs de lys d'or, les armoiries actuelles de la commune en sont une déclinaison.
Le 8 mai 2000, le titre de « Juste parmi les nations » a été conféré aux couples Marie et Marius Pillière et Eugénie et Jean Rolhion pour avoir caché et sauvé pendant la Seconde Guerre mondiale deux enfants juifs, David-Mark Syfer (chez les Pillière) et Martine Kupfermunz (chez les Rolhion).
Ce titre, les certificats et les médailles commémoratives y afférents ont été remis, pour les Pillière, à leur petit-fils Jean-Louis Tourlonias, et pour les Rolhion, à leur fils Marcel Rolhion, par Alfred Lazar, représentant du mémorial de Yad Vashem, en présence du maire, Yves Fournet-Fayard, de la population de Vertolaye et d'une délégation de la communauté juive de Clermont-Ferrand.

## Politique et administration
| Période                                  | Période                      | Identité            | Étiquette | Qualité                                          |
| ---------------------------------------- | ---------------------------- | ------------------- | --------- | ------------------------------------------------ |
| Les données manquantes sont à compléter. |                              |                     |           |                                                  |
| 1983                                     | 4 juillet 2020               | Yves Fournet-Fayard | PS        | Ancien conseiller général du canton d'Olliergues |
| 4 juillet 2020                           | En cours (au 6 juillet 2020) | Marc Ménager        |           |                                                  |

## Population et société

### Démographie
L'évolution du nombre d'habitants est connue à travers les recensements de la population effectués dans la commune depuis 1793. Pour les communes de moins de 10 000 habitants, une enquête de recensement portant sur toute la population est réalisée tous les cinq ans, les populations de référence des années intermédiaires étant quant à elles estimées par interpolation ou extrapolation. Pour la commune, le premier recensement exhaustif entrant dans le cadre du nouveau dispositif a été réalisé en 2008.

En 2022, la commune comptait 551 habitants, en évolution de +2,61 % par rapport à 2016 (Puy-de-Dôme : +2,1 %, France hors Mayotte : +2,11 %).
| 1793 | 1800 | 1806 | 1821 | 1831 | 1836 | 1841 | 1846 | 1851 |
| ---- | ---- | ---- | ---- | ---- | ---- | ---- | ---- | ---- |
| 782  | 733  | 747  | 856  | 836  | 805  | 828  | 819  | 787  |

| 1856 | 1861 | 1866 | 1872 | 1876 | 1881 | 1886 | 1891 | 1896 |
| ---- | ---- | ---- | ---- | ---- | ---- | ---- | ---- | ---- |
| 746  | 757  | 754  | 771  | 736  | 861  | 823  | 783  | 764  |

| 1901 | 1906 | 1911 | 1921 | 1926 | 1931 | 1936 | 1946 | 1954 |
| ---- | ---- | ---- | ---- | ---- | ---- | ---- | ---- | ---- |
| 784  | 810  | 772  | 763  | 711  | 707  | 655  | 625  | 692  |

| 1962 | 1968 | 1975 | 1982 | 1990 | 1999 | 2006 | 2008 | 2013 |
| ---- | ---- | ---- | ---- | ---- | ---- | ---- | ---- | ---- |
| 719  | 671  | 721  | 623  | 609  | 611  | 601  | 598  | 554  |

| 2018 | 2022 | - | - | - | - | - | - | - |
| ---- | ---- | - | - | - | - | - | - | - |
| 532  | 551  | - | - | - | - | - | - | - |

Comme le reste de l'arrondissement d'Ambert, Vertolaye connaît une décroissance de la population depuis plusieurs années.

## Économie
En 1939, les Usines Chimiques des Laboratoires Français (UCLAF) rachètent l'usine chimique de Vertolaye qui devient UCLAF II, usine de repli pour l'usine centrale de Romainville, avec les menaces de guerre imminente avec l'Allemagne nazie. Cette installation au cœur de la commune provoque un boom économique qui va rejaillir sur le village comme dans la vallée de la Dore. Depuis 2004, ce site industriel, fait partie de l'entreprise Sanofi et se spécialise sur la biosynthèse de l'hydrocortisone. En janvier 2021 Sanofi renomme ses activités de production d'API, EuroAPI. Avec un effectif de près de 800 personnes, le site emploie de nombreux sous-traitants dans la vallée.

## Culture locale et patrimoine
L'ancienne gare a été réhabilitée par la communauté de communes du Pays d'Olliergues en agrandissant les anciens bâtiments pour en faire un lieu culturel, la Gare de l'Utopie, qui accueille expositions, spectacles, conférences-débats (Les Utopiades), projections et animations diverses.

### Lieux et monuments
- Halte du Train touristique du Livradois-Forez, exploitée par AGRIVAP Les trains de la découverte.
- L'église Saint-Julien, classée Monument Historique en 1990, est une église en croix latine datant du XVe siècle, remaniée à la fin du XIXe siècle par l'architecte Jules Painchaux dans le style gothique méridional en usage dans le Livradois. Le décor des chapiteaux néo-gothique utilise le répertoire végétal et animal.
- Château (non visitable) essentiellement construit au XVe siècle ; après 1776 achat par Vimal du Bouchet qui fait élever un banc monumental adossé à la tour d'escalier, fontaine et aménagement du jardin régulier probablement à la même époque ; au début du XXe siècle effondrement de la tour nord-est, reconstruite peu après, du jardin régulier ne subsistent que deux charmilles. Corps de logis avec escalier hors-œuvre en vis, logé dans tourelle à toit polygonal ; tours d'angle du corps de logis et pigeonnier à toit conique ; escalier extérieur descendant au jardin.

### Héraldique

Blason de la commune de Vertolaye.